# ジョン・エジャートン (第2代ブリッジウォーター伯爵)

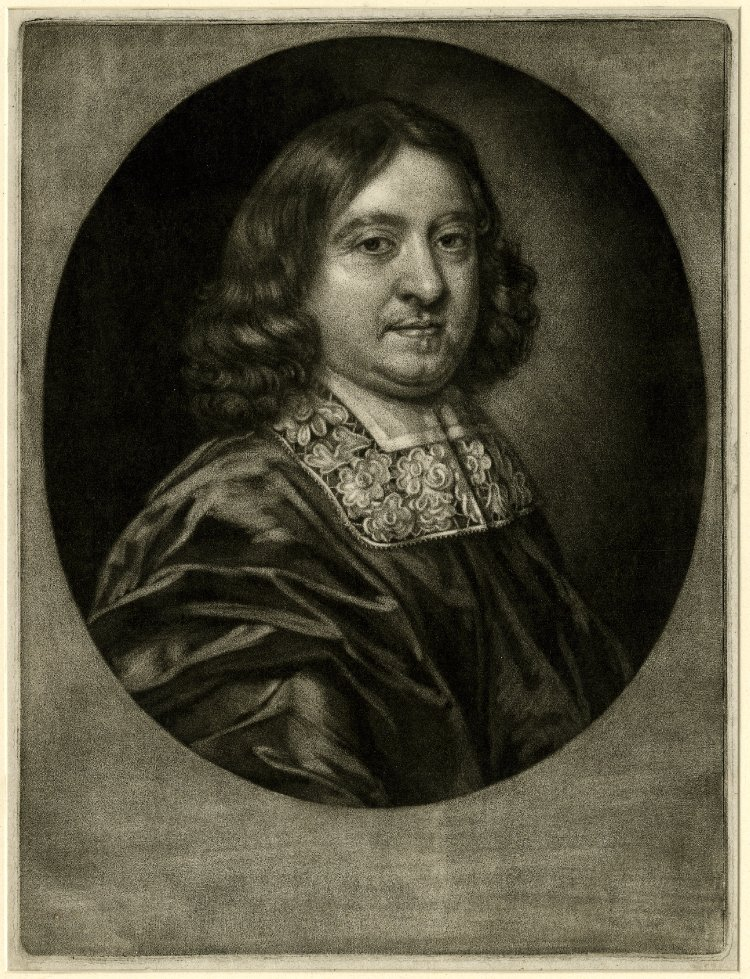
第2代ブリッジウォーター伯爵ジョン・エジャートン

第2代ブリッジウォーター伯爵ジョン・エジャートン（英語: John Egerton, 2nd Earl of Bridgewater PC、1623年5月30日 - 1686年10月23日）は、イングランド王国の貴族、政治家。エジャートン家出身。

## 生涯
初代ブリッジウォーター伯爵ジョン・エジャートンとフランシス・スタンリー（Frances Stanley、1583年5月 - 1636年3月11日）の三男（長男ジェームズと次男チャールズは夭折）として、1623年に生まれた。1633年にグレイ法曹院に入学した。1649年12月4日に父が死去すると、ブリッジウォーター伯爵の爵位を継承した。

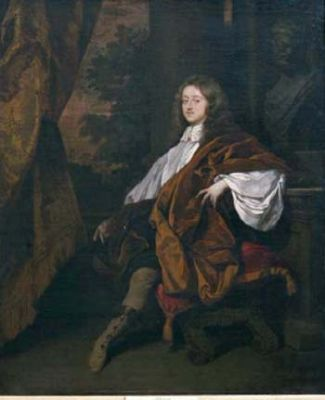
ピーター・レリーによる肖像画、1665年。

1660年7月3日から1686年10月26日までバッキンガムシャー首席治安判事を、1660年から1686年までバッキンガムシャー統監を、1681年から1686年までハートフォードシャー統監を務めた。また、1663年5月24日にオックスフォード大学よりM.A.の学位を授与され、1667年2月13日にイングランド枢密院の枢密顧問官に任命された。
1686年10月26日に死去、11月4日にリトル・ガズデンで埋葬された。長男ジョンが爵位を継承した。

## 家族
1641年7月22日、エリザベス・キャヴェンディッシュ（1626年 - 1663年6月14日、初代ニューカッスル＝アポン＝タイン公爵ウィリアム・キャヴェンディッシュの娘）と結婚、下記の子女を儲けた。
- ジョン（1646年 - 1701年） - 第3代ブリッジウォーター伯爵
- ウィリアム（1649年 - 1692年以前） - ホノラ・レイ（Honora Leigh）と結婚
- トマス（1651年 - 1685年） - エジャートン男爵（英語版）家の先祖
- エリザベス（1653年8月24日 - 1709年） - 1672年、第4代レスター伯爵ロバート・シドニーと結婚、子供あり
- チャールズ（英語版）（1654年 - 1717年） - 庶民院議員
- その他2男2女[4]

## 関連図書
- Espinasse, Francis (1889). "Egerton, John (1622-1686)" . In Stephen, Leslie (ed.). Dictionary of National Biography (英語). Vol. 17. London: Smith, Elder & Co. pp. 156–157.

| 名誉職                                                   | 名誉職                                         | 名誉職                      |
| -------------------------------------------------------- | ---------------------------------------------- | --------------------------- |
| 空位イングランド空位期最後の在位者ウォートン男爵         | バッキンガムシャー統監 1660年 - 1686年         | 次代 ブリッジウォーター伯爵 |
| 空位イングランド空位期最後の在位者ブリッジウォーター伯爵 | バッキンガムシャー首席治安判事 1660年 - 1686年 | 次代 ジェフリーズ男爵       |
| 先代 ダービー伯爵                                        | チェシャー統監 1673年 - 1676年                 | 次代 ダービー伯爵           |
| 先代 ダービー伯爵                                        | ランカシャー統監 1673年 - 1676年               | 次代 ダービー伯爵           |
| 先代 エセックス伯爵                                      | ハートフォードシャー統監 1681年 - 1686年       | 次代 ロチェスター伯爵       |
| イングランドの爵位                                       |                                                |                             |
| 先代 ジョン・エジャートン                                | ブリッジウォーター伯爵 第2期 1649年 - 1686年   | 次代 ジョン・エジャートン   |